# 連 (イラストレーター)
連（むらじ、男性、1月31日 - ）は、日本の漫画家、イラストレーター。栃木県出身。O型。

## 来歴
- 元美容師。
- 米国に4年滞在し、自主制作映画の制作に携わっていたことがある。

## 作品リスト

### 漫画
- 空色パンデミック（本田誠原作、エンターブレイン・ファミ通コミッククリア連載）
- 2-B!　（芳文社刊まんがタイムきらら3号連続ゲスト）
- 隣のあるの。　（同上）
- エングレイバー 時の歪みを斬る者（ストーリー構成聖刻委員会、エンターブレイン・ファミ通コミッククリア連載）
- 魔術士オーフェン はぐれ旅（原作：秋田禎信、脚本：小沢パンダ、KADOKAWA・コミッククリア連載）

### 挿絵
- フルはれ! 〜星にねがいを〜（倉藤倖と合作、文：長船玄武）『マジキュー』（エンターブレイン）Vol.26 - 39
- Mのフォークロア（三上康明作、小学館・ガガガ文庫）
- 突撃彗少女マリア（吉田親司作、小学館・ガガガ文庫）
- ピーチガーデン（青田八葉作、角川書店・角川スニーカー文庫）
- サキちゃんと天然さん（陸凡鳥作、小学館・ガガガ文庫）

### カード
- ハヤテのごとく！トレーディングカード
- らのべ×トレカ～電撃文庫編～